# Bug Fables 〜ムシたちとえいえんの若木〜
『Bug Fables 〜ムシたちとえいえんの若木〜』（原題『Bug Fables: The Everlasting Sapling』）は、Moonsprout Games開発、Dangen Entertainment発売のアクションRPGである。
2019年11月21日にMicrosoft Windows向けに発売され、 2020年5月28日にNintendo Switch、PlayStation 4およびXbox One向けに発売された。
マリオストーリー、ペーパーマリオRPGなどに影響を受けており、キャラクターが紙のようにペラペラである点など、共通点が随所に存在する。

## ストーリー

### チャプター1
長い寿命と知性を得た虫が多く存在する世界に、「バグアリア」という大陸があった。アリの女王であるエリザアント1世は、バグアリアにおいて「アリの王国」を興した。エリザアント1世は、不老不死の力をもたらす宝「えいえんの若木」を探していたが見つからず、娘であるエリザアント2世に願いを託し眠りについた。エリザアント2世は「えいえんの若木」を手に入れるべく、発見者にはかつてない富を与えると宣言し、王国に探検家を召集した。
「えいえんの若木」への手がかりとなる宝の一つを求めて、北の王国からアリの王国の探検家ギルドへとやってきたカブは、同じ目的のためミツバチの王国からやってきたヴィーと出会う。カブはギルドの管理者から探検の許可を得るためヴィーを誘い、二匹で探検隊を結成する。
宝が隠された洞窟「ヘビのあぎと」へと向かった二匹は、その内部でクモに囚われたガを発見し、救出に成功する。ガは二匹には理解できない古代の言語で喋った後、共通語に切り替えリーフと名乗った。宝のため偵察任務についていたと語るリーフは、身に覚えのない氷の魔法を習得していた。
洞窟の奥地で宝を手に入れた三匹は、再び現れたクモの討伐に成功する。ギルドへと戻った三匹は、ギルドの管理者から特例として三匹でのチーム結成を認められ、「ヘビのあぎと隊」の名を与えられる。三匹がアリの王国へと向かい、エリザアント2世に宝を捧げると、さらなる古代の宝を見つけるべく「おうごんの丘」へと向かうよう命令が下された。

## ゲームプレイ
冒険の舞台は「バグアリア」と呼ばれる、ムシたちだけが暮らす大地である。プレイヤーは主人公である「ヘビのあぎと隊」を操作し、さまざまなフィールドやダンジョンを冒険する。
物語は全部で七つのチャプターに分かれており、それぞれメインステージとなるダンジョンのボスを倒すことでチャプタークリアとなる。正確には、チャプター4まではアリの女王・エリザアント2世の求める宝を手に入れるまでが一つの区切りとなっている。

### フィールド
一定の広さで作られた面構成で、面と面の間は細い道によって繋がっている。キャラクター達と一部の背景オブジェクトは紙のような独特の見た目をしているが、建物などは3Dポリゴンで形作られている。
フィールド上ではメニュー画面を開くことが可能。プレイヤーキャラクターのステータスや所持アイテム、これまでに獲得した実績などの情報がいつでも確認できる。
フィールドには主人公三匹それぞれの固有アクションを活用する仕掛けが数多く用意されている。また建物の影や地面の下などにはアイテムや「メダル」という装備品が隠されていることもある。
セーブはフィールド上に存在する「こだいのクリスタル」と呼ばれるもので行う。各キャラクターの固有コマンドを使って叩くとセーブができる。クリスタルには三種類の色があり、このうち黄色いものは回復機能とセーブ機能、青いものはセーブ機能のみ、赤いものは回復機能のみが備わっている。

### バトル
フィールド上に敵シンボルが歩き回っており、これに触れるとバトルが開始されるシンボルエンカウント方式が採用されている。バトルに入る前に、ヴィー・カブ・リーフそれぞれの固有アクションを行うことで先制攻撃することも可能。フィールド上で攻撃を受けて動きの止まった敵シンボルに触れて戦闘を始めると、その敵シンボルに接触したキャラクターの行動回数が1増えた状態で戦闘が始まる。逆にフィールド上で敵シンボルから攻撃を受けてしまった場合、先頭開始直後に敵から攻撃を受けてしまう。なお、敵の先制攻撃は特定のメダルで無効化することができる。敵を倒すとフィールドからシンボルも消え、その際にはベリー（通貨）やアイテムを落としていく。
進行はラウンド制で行われる。プレイヤーが行動し、敵の行動が終わるまでが1ラウンドとなっている。プレイヤー側の行動ではヴィー・カブ・リーフのそれぞれ一回ずつ、通常合計三回まで行動可能。プレイヤーの行動が終わると敵の行動となる。
選択できる行動は「こうげき」、「スキル」、「アイテム」、「さくせん」、「ターンをゆずる」の五種類である。
「こうげき」は各キャラクターによる通常攻撃である。最前にいるキャラクターは攻撃力が1上昇する。
「スキル」は「TP（チームワークポイント）」というポイントを使用して各キャラクターの固有技を出すことができる。
「アイテム」は所持しているアイテムを使うことができる。アイテムにはさまざまな効果のものがあり、HP（体力）やTP・状態を回復する基本的なものだけでなく、味方の能力をアップさせたり敵にダメージを与えたりすることができるものなども存在する。
「さくせん」は主に直接ダメージや回復などに関わらない行動がまとめられている。「隊列切りかえ」「かんさつ」「なにもしない」「にげる」が選択可能。
隊列切りかえは三匹のポジションを入れ替えることができる。これにより攻撃を担当させたいキャラクターや敵の攻撃からかばいたいキャラクターなどを任意の位置へ変更することができる。なお、そのラウンドで三匹のうち誰か一匹でも行動を終えているとそのラウンドでは選択できない。
かんさつはコマンドを入力することで敵キャラクターの情報を見ることができる。一度かんさつを行った敵は以降のバトルでHP残量が分かるようになるほか、メニューの「せいぶつずかん」からいつでも詳細と三匹それぞれのコメントを確認できるようになる。かんさつ時のコメントは三匹分全て用意されているが、一度でも誰かがかんさつすれば三匹分全て読めるようになっている。
「なにもしない」ではその通り攻撃やスキル使用などを一切せずに行動を終了させる。特定のメダルを装備していた場合、これによってHPやTPを回復させることも可能である。
「ターンをゆずる」は、各キャラクターの行動回数を別のキャラクターへと譲ることができる。例えば宙に浮いている敵にはリーフとカブの攻撃では届かないが、その場合リーフまたはカブがヴィーにターンを譲ることで無駄を少なくして行動できる。
「にげる」はコマンドを入力してバトルから逃げ出すことができる。敵の強さによっては、コマンド入力中に手持ちのベリーが少しずつ失われてしまう。また、失敗すると敵からの攻撃を一方的に受けてしまう。

#### 状態異常
本作ではバトル中に敵の攻撃やアイテムの効果などによって状態異常を受けることがある。多くはデメリットとなるが、装備するメダルの工夫次第ではバトルを有利に進めることもできる。なお、味方キャラクターの装備メダルやスキルによっては敵に状態異常を付加することも可能である。
どく
行動ターンの終わりに1ダメージを受ける。
まひ
キャラクターの体が痺れて動けなくなるが、ぼうぎょが1増える。
ねむり
キャラクターが眠って動けなくなるが、毎ターンHPが1回復する。なお、相手からの攻撃を受けると眠りから覚める。
こおり
キャラクターが固まって動けなくなる上、ぼうぎょが1下がる。眠りと同じく、相手から攻撃を受けると元に戻る。
やけど
行動の終わりに2ダメージを受ける。終盤の一部の敵のみがおこなってくるもので、「フルレジスト」以外のメダルでは防ぐことができない。

## キャラクター

### メインキャラクター
ヴィー（英:Vi）
主人公となる「ヘビのあぎと隊」のうちの一匹であるミツバチの少女。
はつらつとした活発な性格。幼い頃に「おうごんまつり」と呼ばれる豊穣祭へ訪れたことがきっかけとなり、探検家になることを夢見てアリの王国までやってきた。
ミツバチの生き方に疑問を持ち、生き方や在り方を押しつけられることを酷く嫌っている。しかし冒険を夢見たヴィーに対し、ミツバチ達は皆その夢を否定したりからかったりしたため、ヴィーは彼女たちを酷く嫌っている。
ミツバチの巣で絵描きをしている「ジョーヌ」とは特別な姉妹関係を築いている。しかし夢を否定された際に喧嘩別れをしており、それが彼女の抱えるわだかまりの一つとなっている。
バトルにおいては「ビーメラン」という特殊な機能のついたブーメランを使って戦う。また、フィールド上で行うことができる各主人公の固有アクションでもビーメランを用いる。ミツバチであるため飛行することができるが、飛ぶことは「疲れる」ため、必要がない場合は他の多くのムシたち同様に歩いて移動する。
フィールドでの固有アクションはビーメラン、ていしビーメラン、ひこう（短距離の飛行移動）の三種類存在する。「ビーメラン」では文字通りビーメランを投げてスイッチを押したりアイテムを回収したりすることが可能。「ていしビーメラン」はボタンの長押しによって投げた先にビーメランをとどまらせることができる。長押しを解除すると投げたビーメランは元の位置より少し後ろまで飛んで戻る。「ひこう」では、ヴィーが仲間を掴んで飛び、小さな崖などを飛び越えることができるようになる。
カブ（英:Kabbu）
「ヘビのあぎと隊」の一匹である、緑色のカブトムシ。バグアリアの外側にある「北の国」からまよえるさばくを抜け、探検家ギルドのあるアリの王国までやってきた。
作中でも飛び抜けて優しい性格の持ち主で、頻繁に見返りなしでムシだすけを行おうとする。誰かに頼られることを嬉しく思っており、仲間の二匹や他のムシ達には自分を頼ってほしいと積極的に声を掛けている。しかし当のカブ自身は誰かを頼ること極力避けようとし、己の過去を明かしたがらない。これは彼がアリの王国にたどり着くまでの道のりで、共に行く仲間だった師匠のムシとビットというムシを失っているためである。彼の仲間はふもうのぬま地に生息する巨大なムカデ・ビーストの餌食となり、三匹の中で彼だけが生き残った。ビーストに対しての復讐心と、かつての仲間への悔恨を強く抱き続けている。
「バグレンジャー」と呼ばれる架空のヒーローキャラクターに強い憧れを抱いており、心の支えとしている。
フィールド上での固有アクションはボーンカット、あなほり、ホーンダッシュの三種類である。「ホーンカット」はツノを使って対象を突き、石や氷などを移動させることができる。「あなほり」は柔らかい地面の中へ入り込んで移動することができるアクションで、敵から身を隠したり、閉じられた扉の下などを潜り抜けたりすることが可能。また、地面に埋まっているアイテムを掘り返すこともできる。「ホーンダッシュ」は一定の方向に向かって突撃するアクションである。大きな岩などの障害物を壊すことができるほか、敵への先制などにも使用できる。
リーフ（英:Leif）
「ヘビのあぎと」でクモの巣に捕らえられていたガの青年。「ヘビのあぎと隊」の一匹であり、氷の魔法を使うことができるまじゅつしである。
ヘビのあぎとにはアリの女王・エリザアント1世から受けた偵察任務で訪れた。カブやヴィーと同じくワナに掛かって下に落ちたあとクモに捕まり、そしてヴィー達と出会う。彼が目覚めた時、なぜか彼が最後に意識を持っていた時からかなりの長い時が経っていた。
彼の使う氷の魔法は、彼が眠りから目覚めたあとから発現したものである。元々まほうは使えず、戦うほどの力を持たなかった。皮肉屋で、自分の考えを偽ろうとはせず、ストレートな表現を使う。見た目に反して血の気は多く、やられたらやり返す性格でもある。外見は痩せているが食べることが好きで、かなりの大食漢である。またアリマキやチョウバエといった、小型のかわいらしい生物を好む。
かつては「ミューズ」という妻がおり、彼女ともう一匹の仲間とともに探検隊を結成し活動していた。
フィールド上での固有アクションは全て魔法を活用したものである。フリーズ、シールド、ツララの三種類がある。「フリーズ」は敵シンボルや水を凍らせて塊にすることができるアクションである。敵を凍らせた場合先制攻撃はできないものの、足場やギミックのスイッチを押す道具として活用することが可能。「シールド」は自身の周囲に泡でできたシールドを張る技である。やや移動速度が落ち、またジャンプもできなくなる。代わりにフィールド上の敵からの攻撃を一切受けなくなり、またトゲや電気などによって通れない床の上も移動できるようになる。「ツララ」は空中にツララを発生させ、目の前に落とすアクションである。水辺で使用すれば足場を作ることができるほか、少し高い場所にあるスイッチを押したり敵への先制攻撃に使ったりすることも可能である。

### サブキャラクター
エリザアント2世（英:Elizant Ⅱ）
現在のアリの王国の女王。エリザアント1世の娘。母の悲願であった「えいえんの若木」を手に入れるため、探検隊のギルドを通じてそれを探し続けている。時間を無駄にしたくないという考えを持っており、待たされることを嫌うせっかちな性格。
政治や外交の技術は母よりも不得手で、前代まで保たれていたスズメバチの国や白アリの国との国交を保つことが出来ず破綻させてしまった。また、王位についてからひと月程の頃にテントウムシの盗賊達が起こした盗難事件をきっかけにテントウムシぞく全てをアリの王国の首都から追放するなど、極端な舵取りも目立つ。これらの経歴もあり、穏やかで政治の手腕も高かった母・エリザアント1世と比較されることも多く、彼女のことを冷酷で独断的な女王だと考える反対派も少なくない。常に気を張っており苛立っているように見えるが、これは彼女の焦りから来るものである。
彼女がえいえんの若木を求める理由は「エリザアント1世に戻ってきてもらうため」である。「真のアリの女王はエリザアント1世であり、自分は母が戻るまでの代理に過ぎない」という考えを抱いている。
エリザアント1世（英:Elizant）
前代のアリの王国の女王。のちにバグアリアと名付けられる大地の一角を切り拓いて、アリの王国を建国した。「バグアリアを治め続ける」という夢を持っており、それを叶えるためにえいえんの若木を探し求めていた。しかし夢は叶わず、娘にそれを託してクリスタルによって深い眠りについている。公には既に亡くなったものとされている。あらゆる才能に優れており、民を導くカリスマ性や高い外交術だけでなく心優しい性格でも民から支持を受けていた。他のムシ族との和平を築くことに尽力しており、スズメバチ族と白アリ族が続けていた戦争を説得によって停戦させたという経歴を持つ。常にマスクを身に付けて顔を隠していたが、その正確な理由は不明である。
マキ（英:Maki）
カマキリの剣士。アリの王国の「ロイヤルブレード」であり、エリザアント2世が最も信頼する一流の探検家の一匹である。キナという妹がおり、共に探検隊として活動している。しかし彼一匹で行動することも多く、それがキナの心配を助長させている。新しい探検隊を認可できる権限をもつのは彼のみである。新しく探検隊結成を求める者たちには自ら手合わせをし、実力を測る。彼の剣を受けて耐えられる者はそう多くない。あるクエスト後におこなえる「練習試合」では本気の彼の実力を見ることができる。好物はシロアリシティで購入できる名物「ダニバーガー」である。
キナ（英:Kina）
マキの妹。兄のマキと共に探検隊をしている。マキに対しては非常に過保護で、兄のことを常に心配している。本編中にその実力が発揮される場面は少ないが、実際はマキ同様に非常に腕の立つムシである。しかしマキを心配するあまり身勝手な行動をすることもあり、マキや女王の命令なしに彼女にうまくムシ助けさせるのは困難である。ある時マキが発見し、行動をともにするようになったイモムシ「イン」に対しては、マキの関心を奪われてしまったように感じてかなり冷たく当たることが多い。好物は「アリマキシェイク」である。
イン（英:Yin)
イモムシの少女。出身はバグアリアの北に位置する「はるかなそうげん」で、任務途中のマキと出会い行動を共にするようになった。作中に登場するムシ達は「めざめの日」を受けて全て幼虫の期間が遥かに短くなっている。インも本来であればガとして羽化しているはずなのだが、インはなんらかの理由でそれに当てはまることなく幼虫のまま大きな体へと成長してしまっている。そのため他のムシ達のようにムシ語を話すことができず、意思の疎通が困難である。本編エンディング後に受けられるクエストではサナギとなったインの羽化を手助けするものがあり、クリアすると立派に蛾へと成長した彼女の姿を見ることができる。また実は魔法の力を秘めており、極めて希少な「かいふくまほう」を使用することができる。
ネオリス（英:Neolith）
考古学者のガ。カブとは友達の関係である。カブとはまよえるさばくで出会い、彼を道案内してくれた。
冒険者ではないため戦う力はなく、気も弱いが、好奇心は旺盛である。えいえんの若木の伝説に強い興味を抱いており、若木やそれを生み出したとされるローチ族について研究をおこなっている。ローチの遺跡や若木の伝説にまつわることだけでなく、おうごんまつりなどの地域の文化などにも興味を示す。
ヴィーナス（英:Venus）
おうごんの丘で女神として崇められている植物。通常はおうごんの丘のしんかん以外その姿を見ることはできない。よこしまな願いを持つ者に対しては厳しい態度を取るものの、そうでないと分かった相手に対しては力を貸し、好意的な態度で接する。
動くことこそできないものの、意思を持っており、バグアリア中に張り巡らせた「芽」によってあらゆるものを観察している。芽には目がついていないため、完全な状況を知ることはできない。
強力な癒しの力を使うことができる。しれんで繰り出してくる「ガーディアン」は、彼女が自身の持つ力を利用して丘に生えていたヒマワリから即席で生み出したものである。ヘビのあぎと隊がしれんを突破したチャプター3以降では、バグアリア中に伸ばした芽を使い、少額のベリーと引き換えに三匹の傷を癒してくれるようになる。
モシーバ（英:Mothiva）
白いガ。とても人気の探検家・歌手で、その名はカブのいた北の国にも届いていたほどである。ミツバチの巣では自分のファッションブランドの品を売り出している。多くのムシ達には知られていないが、高飛車で自己顕示欲の強い性格である。名声を求めるため、たびたびヘビのあぎと隊の前に立ちはだかることとなる。
美しい見た目をしているが、かつては「きょじゅうの巣」のローチの村よりも酷い場所にいたこともあるようだ。
ザスプ（英:Zasp）
モシーバと共に組んでいる、スズメバチの探検家。カブいわく「探検家ランキングの中でも かなり ランクが 高い」ムシである。常にモシーバを気にかけており、モシーバのためなら何でもしようとする。口数は多くないものの、冷静な性格で状況判断能力にも長けている。そのため、熱くなりがちなモシーバをうまくサポートしている。またモシーバと共に行動していない場合はヘビのあぎと隊を手助けしてくれることもある。
ハイブマイン（英:Hivemine）
ミツバチの王国の女王。丁寧で穏やかな性格で、誰に対しても優しく振る舞う。年齢はとても若く、女王として国を治めてからまだ日が浅いものの、科学技術や芸術文化の発展にも注力している。その物腰と国の発展への尽力により、彼女はミツバチの王国の歴史の中でも最も人気がある指導者となっている。アリの王国とは友好的な関係を築いており、エリザアント2世の相談役となることもある。
ヴィーを始めとした、ほとんどのミツバチぞくの母である。なお長く国に仕えている研究者・HBはかせとハニカムきょうじゅは例外で、古い世代のミツバチである。
ヴァネッサ2世（英:Vanessa）
スズメバチの王国の女王。他の国との和平を目指してなんとか国を治めていたが、突如現れた「スズメバチの王」によって国を乗っ取られ、城の奥に幽閉されていた。スズメバチの王にコントロールされている他のスズメバチとは逆に、冷静で真摯な振る舞いをする。何があろうと国民は自分についてきてくれるはずだと信じていたため、スズメバチの王の暴挙に対し剣を取ることすらできなかった自分自身に失望を感じている。
「ほのおのまほう」から身を守ることができる宝「ほのおのブローチ」を持っており、終盤にそれをヘビのあぎと隊へ貸し与える。
レイラ2世（英:Layra Ⅱ）
白アリの王国の女王。アリ族のことは白アリより劣るムシであるという考えを持っているものの、夫であるヘクター4世よりもおおらかな性格で、交渉や会話においては寛容な一面を見せる。夫同様に前代のアリの女王・エリザアント1世と顔見知りであり、比較的年配のムシである。他の白アリ達と異なった大きな体を持っており、移動する際は他の白アリに運ばせる。
ヘクター4世（英:Hector Ⅳ）
白アリの王国の王。小柄な男性で、やや気性が激しい。旅行者などに対しては歓迎の姿勢を見せるものの、アリ族のみ例外で、アリ族に対しては酷く見下した態度を取る。これはエリザアント2世が、前代まで保たれていた白アリの国との国交をうまく保つことが出来ずに壊してしまったためである。自国の技術に高い自信を持っており、特に白アリ族の最新技術の結晶である「せんこうしき水中用ぐんかん」を気に入っている。
スズメバチの王（英:Wasp King）
本名はホアクス（英:Hoaxe）。スズメバチの王国を乗っ取ったムシ。ローチの宝のひとつであった「こだいの王冠」を被り、炎の魔法とスズメバチの民の心をコントロールした。彼は生まれてすぐ親から「くちはてし地」に捨てられた。そのあと何とか生き延びバグアリアへと戻った彼は、紆余曲折を経て「こだいの王冠」を手に入れた。こだいの王冠は他のローチの宝に比べると劣るものの、魔法の力を持っていた。
ホアクスは親に捨てられ、誰にも認められずに生きてきた。そのため自分を認めてこなかったあらゆるものに復讐心を抱いており、全てをかしずかせる王となることを強く願った。

## フィールドマップ
アリの王国
バグアリアの南に位置する大きな国。現在の女王はエリザアント2世。中心にはアントヒル城がそびえる。城下町にはアリだけでなくセミやガ、チョウやカマキリなど、さまざまなムシ達がくらしている。
アントヒル城
アリの王国の城。古い世代のアリ達によって築かれた歴史ある建物である。
エリザアント2世のいる玉座の間のほか、図書館や「たたかいのま」（作戦や任務について会議する場所）、そしてバグアリア中を行き来可能なトンネルなどある。トンネルは現在探検家のみが通行可能となっている。
ヘビのあぎと
アリの王国の郊外、ギルドから西に位置する洞窟。たくさんの宝が眠っているとされるが、数多の探検隊たちが向かったまま戻ってこなかった。そのため、向かう道は許可書を持った探検隊しか通れないように閉ざされている。内部を少し進んだ場所には仕掛けと扉があり、仕掛けの落とし穴の先には『こだいのマスク』のある祭壇が、扉の奥にはローチの民のラボが存在する。
ヘビのあぎとのラボ（ヘビのあぎと上部）
ローチによって作られた研究所。重厚な扉の先はスイッチの仕掛けと落とし穴によって目くらましされている。えいえんの若木の伝説のように、優れた力や不老不死を求めたローチたちが、きせいキノコと他種族のムシたちを利用して研究を行っていた。エリザアント1世が国を治めていた頃はまだここに住んでいたローチ達は生きていたが、現在は皆滅びてしまっている。
おうごんの丘（おうごんちたい）
ミツバチの巣がある大木のふもとにある地。
探検家ギルドから南のトンネルの先から向かうことが出来る。アリの王国の田舎の土地であり、また一部はミツバチの王国の領土でもある。バグアリアの産業的にも重要な地であり、さまざまな品物が生産されている。
年に一度、この地を見守っている女神・ヴィーナスを称える豊穣祭「おうごんまつり」が催される。
ガブガブの巣
こうがいからおうごんの地へとつながる道外れにある洞窟。ガブガブの巣の名の通り、たくさんのガブガブが生息している。奥地にはガブガブを生み出し続ける彼らの母体的モンスター・マザーガブガブが君臨しており、これを倒すと味方として連れ歩くことができる小さなガブガブが生まれる「ガブガブのタネ」が手に入る。
こうがい
アリの王国の南から繋がる道。ギルドを始点に、ヘビのあぎとやおうごんの丘・ふとうなど、さまざまな場所へと繋がっている。そのうち「ヘビのあぎと」へと繋がる道の途中には、チャックというムシの作った「きゅうけいじょ」が存在する。アリの王国内への立ち入りが制限されているテントウムシ達も、このこうがいであれば通行や居住が可能となっている。
バグアリアふとう
メタル湖のそばに作られた港。小さなレストランやクエスト掲示板などがある程度の小規模なエリアだが、裕福なムシ達のつどうリゾート地「メタルじま」へ向かう船便が出ている唯一の場所でもある。
まよえるさばく
バグアリア中心に存在する広大な砂漠。古代種族やローチ族が残したものと思われる遺物が点在している。また冒険者やキャラバンなどを襲う盗賊団の根城もあり、砂漠を渡る者を狙った強奪事件がしばしば起こっている。
一帯は赤い大きな壁で区切られており、ハチの巣から見下ろすと、それは大きな一つの箱のように見える。
シブトイーネ
ミツバチの巣の下にある砂漠の街。商業的に盛んな街で、北部の市場には鍛冶屋や毒物屋、おまじない屋など変わった店も多い。また古代遺物などを展示している博物館も存在する。
ミツバチの巣（ミツバチの王国）
大木の上にあるミツバチの国。シブトイーネから繋がったエレベーターで入ることが可能。研究者のラボやハチミツの噴水、モシーバのファッションショップなどがある。また巨大なハチミツ工場へと繋がっており、多くのミツバチがそこで働いている。
こうじょう
ミツバチの王国内に作られた巨大なハチミツ工場。バグアリアに出回るハチミツは全てここで生産されている。稼働エネルギーはローチの作った宝である「こだいのカギ」の片方で賄われている。
かくれ家
隻腕の盗賊・アストテレス率いる盗賊団の根城。あちこちに盗難品が隠されている。内部はサボテンなどを利用した庭が広がっている。
ストリーム山
まよえるさばくの中心にある大きな山。ここから湧き出した水によって、そのふもとにはオアシスが広がっている。オアシスの水源だけに内部はジメジメとしており、凶悪なおたずねもの「タイダルワーム」のすみかともなっている。
こだいの城
まよえるさばくの北東部に隠されている巨大な城。ローチ族が造ったもので、内部はクリスタルと氷が数多く存在している。侵入者を排除するためか様々な仕掛けや監視用のロボットも配置されており、先へ進むのは困難である。
はるかなそうげん
バグアリア北に位置する広い草原。隣接するまよえるさばくとは反対に深く草木が生い茂っており、スズメバチの国の領土だが全く整備されていない。入り組んだ奥地にはタランチュラのまじゅつしの住む塔がある。
スズメバチの王国
はるかなそうげんにある国。バグアリアの地図に載ってはいるが、正確には「バグアリア」の外に位置する。本来国を治めているのはスズメバチ族の女王・ヴァネッサ2世であるが、ある時突然現れた「スズメバチの王」により国を乗っ取られてしまった。
ふもうのぬま地
スズメバチの王国に隣接する沼地。危険なモンスターに満ちあふれており、知性を持ったムシ族はコノハムシ以外住んでいない。多くのムシたちが嫌う水辺が点在し、鬱蒼とした雰囲気である。「ビースト」と呼ばれる巨大なムカデの縄張りでもあり、訪れた数多くのムシたちがその餌食となっている。
見すてられた地
バグアリア南部、正確にはバグアリアの「外」に位置する不毛の地。立ち込める深い霧と跋扈する危険なモンスターが訪れる者たちの前に立ちはだかる。南西にはかつてエリザアント1世が滞在したキャンプ跡地が残されている。
シロアリシティ
白アリ王国の首都。ドームの中に存在するため中は薄暗い。ベルトコンベアの道路や電光掲示板といった、バグアリアの他の国では見られないような技術が数多く見られる。また町の中央にあるコロシアムは民に人気の娯楽として親しまれている。
日の光を嫌う「白アリ」という種族ゆえに積極的な交流こそ行わないものの、アリ族を除いたムシ達には歓迎する姿勢を見せている。
メタル湖
バグアリア東部に広がる大きな湖。メタルじまなどいくつかの島が存在している他、バグアリアこうがいやラバーかんごく、つりの村といった場所にもつながっている。湖の南東には「クジャクグモ」という巨大なクモが巣食う小島がある。
メタルじま
メタル湖の中心にある島。リゾート地として有名な地で、かんさつカードゲーム大会の会場もここに存在する。珍しい品が集まる地でもあり、東の地で採れるサワーベリーやバグアリアの外から仕入れたという高級なおもちゃなども販売されている。
つりの村
メタル湖に面し、はるかなそうげんの東の外れにある小さな村。メタル湖とはるかなそうげんの両方と繋がっている。住んでいるのは三匹のトンボの一家とナナフシらしきムシ一匹のみで、外部から訪れるムシは滅多にいない静かな場所である。
ラバーかんごく
メタル湖の北に位置する巨大な監獄。アリの王国の管轄であり、「きょじゅうの巣」とよばれる地ともつながっている。エリザアント2世の命で、元々そこに存在した丸い建造物を改造して作られた。
きょじゅうの巣
かつて存在したという「きょだいしゅぞく」が住んでいたとされる伝説の地。非常に危険なモンスターに溢れているため、訪れる者はほとんどいない。奥地にはとうに滅びたと言われていたムシ「ローチ族」がひっそりと暮らしている。彼らは「えいえんの若木」を守ることに縛られたまま、危険で苦しい生活を送っている。

## 関連商品

### 限定パッケージ版
2021年4月23日発売。一ヶ月間の予約期間のち販売終了。販売元はLimited Run Games。Switch版とPS4版が存在し、それぞれにパッケージ付きのゲームソフトのみのスタンダードエディションと、特典付きのコレクターズエディションが存在する。

### Bug Fables: The Art of Bugaria
2021年5月28日発売。販売サイトはSteamとItch。過去に出資者を対象として配布された、アートブックと呼ばれる商品。全157ページフルカラー、対応言語は英語のみ。ファイル形式はPDF、容量約60MB。Steamでは、SteamでBug Fablesを購入していないと購入できない。

### DANGEN Entertainmentストア販売商品
2021年5月28日にオープンした、パブリッシャーであるDANGEN Entertainmentのショッピングサイトで販売されている商品。5月28日時点で、Bug Fablesからはマグカップ、Tシャツ、パーカー、マスク、スマホケース、ベビー服などがラインナップ。